# Мурашов, Дмитрий Фёдорович
Дмитрий Фёдорович Мурашо́в (1889—1961) — советский геолог, специалист по геологии медно-никелевых и железорудных месторождений Кольского полуострова.

## Биография
Родился 5 апреля 1889 года в Риге (ныне Латвия). Отец — известный химик. Мать — медицинский работник. Вскоре после его рождения семья переехала в Санкт-Петербург.
Окончил гимназию (1899—1907) и Горный институт (1907—1915), в 1911—1912 годах служил в армии.
В мае 1915 году по мобилизации направлен Военно-промышленным комитетом России на Урал в Кыштымский горный округ (Челябинск). В 1919 году с уральскими заводами эвакуирован на Алтай (Барнаул), потом в Казахстан, где возглавил один из отделов золотых приисков Семипалатинской экспедиции (Усть-Каменогорск).
В 1921—1924 годах сотрудник треста «Сибирпромразведка», вёл поиски полиметаллов, меди и железа.
Весной 1924 году приглашён на работу в Геолком (Ленинград). В октябре 1930 года по «Делу Геолкома» арестован по ст. 58, п. 7. Через два года освобождён за недоказанностью обвинения и направлен на работу в Ленинградский геологоразведочный трест (ЛГРТ), позже реорганизованный в Северо-Западное геологическое управление.
До 1942 году, участвуя в полевых экспедициях, занимался исследованиями рудоносности основных и ультраосновных массивов дальних тундр Кольского полуострова.
В 1942—1944 годах в составе ЛГРТ эвакуирован на Урал, затем в Казахстан, где работал в объединении «Уралцветметразведка» (Свердловск) и Геологическом управлении Казахской ССР (Алма-Ата). В 1944—1948 годах консультант и куратор ЛГРТ по Северо-Западному экономическому району.
С 1948 года научный сотрудник Всесоюзного научно-исследовательского геологического института (ВСЕГЕИ, Ленинград), руководил работой по оценке перспектив никеленосности различных регионов СССР, в особенности Сибири и Дальнего Востока.
Защитил кандидатскую (1937) и докторскую (1948) диссертации по никеленосности Кольского полуострова. Автор 40 научных трудов.
Читал лекции в ЛГИ.
Умер 27 марта 1961 года. Похоронен в Ленинграде.
Семья: жена, два сына — погибли в войну на фронте.

## Награды и премии
- Сталинская премия второй степени (1948) — за открытие крупных железорудных месторождений на Кольском полуострове, обеспечивших создание сырьевой железорудной базы для северо-западной чёрной металлургии
- орден Ленина.